# 弗朗索瓦·芬乃伦

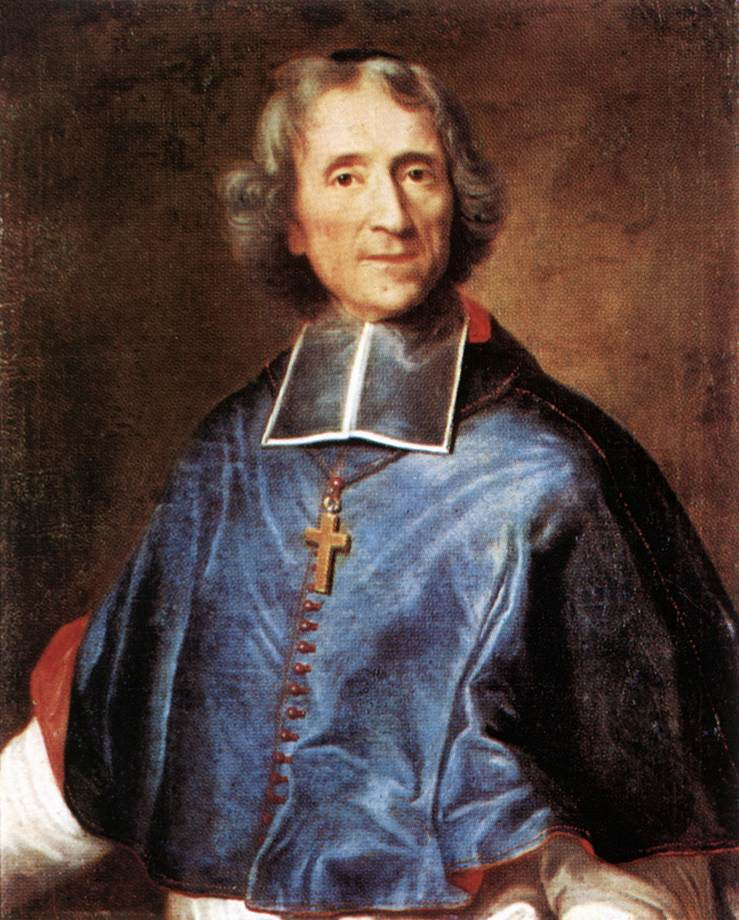
弗朗索瓦·芬乃伦

弗朗索瓦·德·萨利尼亚克·德·拉莫特-芬乃伦（法語：François de Salignac de la Mothe-Fénelon，法語發音：[fʁɑ̃swa də saliɲak də la mɔt fenəlɔ̃]；1651年8月6日—1715年1月7日），通称弗朗索瓦·芬乃伦（法語：François Fénelon），是一位法国天主教康布雷总主教、诗人和作家。今天他被人记住的，一是寂静主义的主要倡导者之一，以及1699年首次出版的《忒勒马科斯历险记》（Les Aventures de Télémaque）的作者，他在那部小说中，几乎不加掩饰地攻击了法国君主。

## 经历

### 早年生活
芬乃倫出身於貴族卻貧困的家庭，初期在家自學。儘管健康欠佳，自學進步神速，尤其擅長希臘、拉丁文學、修辭、哲學及神學。

### 事業與影響
他在巴黎的聖-蘇爾皮斯神學院學習，後成為神父。芬乃倫以其教育著作《女子教育論》聞名，並在1689年被任命為勃艮第公爵的教育者，進而在宮廷中獲得影響力。
他的學識獲得認可，後來被任命為康布雷大主教。然而，他的人生因兩大事件而轉折：一是撰寫《Telemaque》，間接批評路易十四，引起爭議；二是與蓋恩夫人交往，她的靈性教導對他影響深遠，引導他深入探討內心生活和祈禱。這些經歷造就了芬乃倫後來的精神著作。
他的《忒勒馬克歷險記》被視為對路易十四專制統治的批評，導致他被禁止進入宮廷。芬乃倫還以在寂靜主義辯論中的角色聞名，他的《聖人內在生活箴言解釋》一書後來被教宗禁止。他於1715年去世，對天主教教義表現出深厚的虔誠。

## 評價
陶恕牧師高度讚揚芬乃倫所寫的《屬靈忠告》（Spiritual Counsel）一書，重視其深邃的靈性洞察力和實用的指導，能加深個人與上帝的關係。陶恕認為這本書對於那些認真追求虔誠基督徒生活的人來說，是必讀之作。
芬乃倫是靈魂的外科醫生。他對內在生活的診斷能力令人驚嘆。他是一位靈魂的醫生，能夠非常熟練地追蹤心靈的痛苦並開出非世俗的智慧治療。他認識上帝，瞭解聖言，並且瞭解人性。
陶恕深深珍愛芬乃倫的《屬靈忠告》，從不外借給別人，並認為它對靈性生活的提升具有無與倫比的助力。

## 名言
Toutes les guerres sont civiles, car c'est toujours l'homme
全部的战争都是内战，因为全人类都是兄弟姐妹。
Sur-tout ne vous laissez point ensorceler par les attraits diaboliques de la géométrie.

### 引用
1. 1 2 3   (PDF). （原始内容存档 (PDF)于2024-01-05）.
2. ↑  . 宣道. 2013. ISBN 9789888250608.
3. ↑  Fénelon, François. Dialogues des morts. « Toutes les guerres sont civiles, car c'est toujours l'homme contre l'homme qui répand son propre sang. » 這句名言廣為流傳，強調人類共同體意識。見：[evene.lefigaro.fr/citation/toutes-guerres-civiles-car-toujours-homme-contre-homme-repand-p-1759.php]
4. ↑  Fénelon, François. Correspondance de Fénelon. Paris: Librairie Hachette, 1850, p. 217. （芬乃倫致學生書信，內容帶有幽默與諷刺，提醒學生不要過度沉迷於理性學科而忽略信仰與德行。）